# Гайнц Вільгельм Гудеріан
Гайнц Вільге́льм Гуде́ріан (нім. Heinz Wilhelm Guderian; 17 червня 1888, Кульм , Східна Пруссія, Німецька імперія — 14 травня 1954, Швангау, Баварія, ФРН) — видатний німецький воєначальник часів Третього Рейху, генерал-полковник Вермахту (1940), командир 19-о армійського корпусу та 2-ї танкової армії, пізніше — начальник Генерального штабу сухопутних військ Третього Рейху (1945). Відомий військовий теоретик, кавалер Лицарського хреста Залізного хреста з дубовим листям. 
Гудеріан з перших днів брав участь у Другій світовій війні, починаючи з Польській кампанії. Він командував бронетанковими підрозділами під час Французькій кампанії, які пройшли через ліси Арденни та переважили оборону союзників у битви за Седан. Під час Операції Барбаросса, він очолив 2-гу танкову армію Вермахту. Після невдалої спроби захопити Москву та внутрішніх конфліктів зі Гітлером, Гудеріан був звільнений з посади.
На початку 1943 року, був назначений Гітлером на новоутворену посаду Генерального інспектора бронетанкових військ, в якій він відповідав за відбудову та тренування нових танкових військ, однак він не вбачив великого успіху через погіршену економіку Німеччини під час війни. Після операції «Валькірія», був назначений виконувачем обов'язків начальника Генерального штабу Верховного головнокомандування. Був особистим радником Гітлера по Східному фронту. Солдати Гудеріани виконували злочиний Наказ про коммісарів під час Операції Барбароса та сам був причетний до вчинення репресій після Варшавського повстання.
Гайнц Гудеріан здався американським військовим 10 травня 1945 року та залишався під вартою до 1948, після чого був випущений без пред'явлення звинувачень. Після цього, він написав власні мемуари під назвою "Мемуари Солдата" та опублікував в 1950 році. Мемуари стали бестселером, однак отримали значну критику невдоволення протягом десятиліть після їх випуску через наявність повоєнних міфів, в тому числі і міфу про чистий Вермахт. Гудеріан зобразив себе єдиним творцем танкової сили і відмовився від факту про те, що підрозділи під його командуванням здійснювали злочини війни. Ці зауваження були частково розглянуті в його перевиданні книги 1952 року під назвою Панзерний Лідер, яка виправила деякі історичні неточності і представила передмову від Безіла Ліддела Гарта.
Разом із Шарлем де Голлем та Джоном Фуллером вважається батьком-засновником моторизованих способів ведення війни. Мав прізвиська Schneller Heinz — «швидкий Гайнц», Heinz Brausewetter — «Гайнц-ураган». Гудеріан —засновник німецьких танкових військ, а також один із авторів тактики бліцкригу.

## Біографія

### Дитинство
Народився 17 червня 1888 року в містечку Кульм, що поряд з річкою Вісла, на південь від Гданська (Польща). В той час цей район належав Пруссії. Зараз це містечко Хелмно на території Польщі.  Батько, Фрідріх Гудеріан, був першим кадровим офіцером з роду Гудеріанів, що вплинуло на вибір Гайнцом військової кар'єри. В 1890 році в Гудеріана народився брат Фріц, разом з яким, після навчання у школі, Гайнц 1 квітня 1901 року був прийнятий в кадетський корпус для курсантів молодшої вікової категорії. 1 квітня 1903 року Гайнц переведений в кадетський корпус для старшої вікової категорії, що розташовувалася під Берліном. В лютому 1907 року здає екзамен на атестат зрілості.

### Початок кар'єри
Після навчання в кадетському корпусі почав військову службу в лютому 1907 року фенріхом (кандидат у офіцери) в 10-му єгерському батальйоні, яким командував його батько. 1907 року пройшов 6-місячний курс у військовому училищі та 27 січня 1908 року отримав звання лейтенанта. В 1912—1913 рр. служив у 3-му телеграфному батальйоні. З жовтня 1913 року до початку Першої світової війни навчався у військовій академії в Берліні.

## Перша світова війна
Після початку Першої світової війни Гудеріана призначили начальником 3-ї важкої радіостанції 5-ї кавалерійської дивізії. Вже 17 вересня 1914 року він був нагороджений Залізним хрестом 2-го ступеня, а 4 жовтня став начальником 14-ї важкої радіостанції 4-ї армії.
З 17 травня 1915 року служив офіцером у шифрувальній службі 4-ї армії. 27 січня 1916 року був переведений до шифрувальної служби в складі командування 5-ї армії. Проте вже 18 липня 1916 року повернувся до складу 4-ї армії, але вже в ролі офіцера зв'язку при штабі армії. 8 листопада 1916 року нагороджений Залізним хрестом 1-го ступеня.
З 3 квітня 1917 року обіймав посаду начальника інтендантського відділу при штабі 4-ї піхотної дивізії, з 27 квітня служив офіцером в інтендантському відділі при штабі 1-ї армії, з травня — начальником інтендантського відділу при штабі 52-ї резервної армії. 
З червня 1917 року був квартирмейстером штабу Гвардійського корпусу, з липня до серпня 1917 року очолював розвідку при штабі 10-го резервного корпусу. 11 серпня 1917 року переведений до штабу 4-ї піхотної дивізії.
У вересні-жовтні 1917 року — командир 2-го батальйону 14-го піхотного полку. З 24 жовтня 1917 року по 27 лютого 1918 року — начальник оперативного відділу штабу армійської групи «С». 27 лютого 1918 року переведений до Генерального штабу. З 23 травня 1918 року — квартирмейстер штабу 38-го резервного корпусу. З 20 вересня по 8 листопада 1918 року — начальник оперативного відділу штабу представника німецького командування на окупованих італійських територіях.

## Між світовими війнами
Після Першої світової війни капітан Гудеріан продовжив службу в рейхсвері, літом 1919 року служив у штабі «Залізної дивізії» в Латвії.
З 16 січня 1920 р. обіймав посаду командира роти в різних піхотних частинах.
З 1 квітня 1922 р. служив у 6-й інспекції Міністерства імперської оборони, яка здійснювала інспектування щодо автомобільного транспорту. 1 жовтня 1924 р. призначений інструктором у школі унтер-офіцерів 2-ї піхотної дивізії. У лютому 1927 року Гудеріану присвоєно звання майора, він продовжив службу у відділі автотранспорту Міністерства імперської оборони.
З 1 лютого 1930 р. — командир 3-го автотранспортного батальйону, підполковник. 
1 жовтня 1931 р. став начальником штабу інспекції автотранспортних військ. З жовтня 1933 — полковник.
З липня 1934 р. — начальник штабу моторизованих військ. З вересня 1935 р. — начальник штабу танкових військ. З 27 вересня 1935 р. — командир 2-ї танкової дивізії. З серпня 1936 року — у званні генерал-майора. 
З 1938 р. — командувач 16-м армійським корпусом (моторизованим). З лютого 1938 року — генерал-лейтенант, з листопада 1938 року — генерал танкових військ. З серпня 1939 р. — командир 19-го армійського (моторизованого) корпусу.
За однією версією, Гудеріан також закінчив Казанську танкову школу. За іншою версією, він приїжджав туди лише одного разу в 1932 році, де побував на курсах як інспектор.

### Родоначальник танкових військ
У 1930-х роках Гудеріан зіграв значну роль у розвитку ідеї формування танкових військ Німеччини, а також у створенні концепції механізованих способів ведення війни та доктрини блискавичного ведення війни. Остання пізніше отримала назву «бліцкриг». 
Гудеріан і його безпосередній начальник Освальд Люц мали одну мету - створення танкових військ у складі Вермахту. Проте Гудеріан виступав публічно із цією ідеєю, активно комунікував із керівниками НСДАП та презентував власне бачення самому Гітлеру, шукаючи підтримки. Люц же діяв із тіні. 
Центральні принципи бліцкригу включали швидкість ударів, їх масованість і раптовість. Вони були вперше опубліковані в доктринальних положеннях про механізовану війну Люцем. Восени 1936 року Люц попросив Гудеріана написати повноцінну працю, яка б розкривала суть їх спільної ідеї. У цій роботі Гудеріан поєднав матеріали академічних лекцій, огляди військової історії та теорію бронетанкової війни, у якій частково спирався на книгу 1934 року Людвіга фон Айманнсбергера. Незважаючи на те, що робота Гудеріана мала обмежений тираж, вона була доволі успішною. Тут розкривалося дві важливі проблеми: питання забезпечення механізованої армії пальним та питання переміщення великих колон техніки. У 1938 році Гітлер відправив у відставку офіцерів, які не симпатизували нацистському режиму. Люц був звільнений і замінений Гудеріаном. 
Весною того ж року Гудеріан отримав свій перший досвід командування танковими силами під час Аншлюсу. Проте він зіштовхнувся з сукупністю проблем: в танках швидко закінчувалося пальне, техніка виходила з ладу тощо. Після завершення окупації Австрії Гайнц взявся за розв'язання цих проблем. 

## Друга світова війна

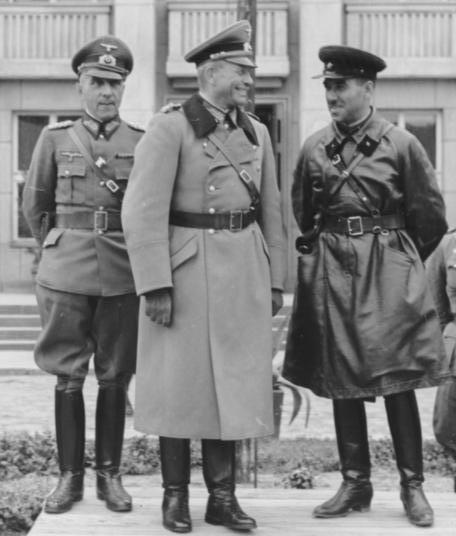
Гудеріан під час спільного німецько-радянського параду з нагоди виводу частин Вермахту з Брест-Литовська та зайняття його Червоною армією. Праворуч — командир 29-ї легкої танкової бригади РСЧА комбриг С. М. Кривошеїн (22 вересня 1939)

### Польська кампанія
Протягом Польської кампанії Гудеріан продовжував очолювати 19-й моторизований корпус, у складі якого перебували 14,5% усіх бронемашин Німеччини. Генерал командував своєю частиною особисто з фронту та приймав ключові рішення, стежачи за ходом битв власними очима. Він користався сучасними системами зв'язку, переміщаючись на радіообладнаній командній машині, за допомогою якої підтримував зв'язок з іншими командирами корпусу. 
До 5 вересня 19-й корпус з'єднався з військами, що наступали зі Східної Пруссії. Саме тоді Гудеріан здобув свою першу оперативну перемогу. пізніше він провів екскурсію полем бою для Гітлера та Генріха Гіммлера. Наступного дня він, здійснивши марш через Східну Пруссію, перекинув свої сили на варшавський напрямок. 9 вересня його корпус був підсилений 10-ю танковою дивізією, і він продовжував рух углиб Польщі.
Саме Гудеріану було наказано взяти Брест-Литовський. Він почав проводити активні наступальні дії 14 вересня. 17 вересня місто було повністю взято. Після вступу до нього радянських військ Гудеріан разом Кривошеїним приймав парад радянсько-німецьких військ у Брест-Литовському.
13 вересня 1939 року був нагороджений Залізним хрестом 1-го ступеня, а вже 27 жовтня 1939 року — Лицарським хрестом Залізного хреста. 

### Французька кампанія
На початку нападу Третього Рейху на Францію 19-й моторизований корпус, яким командував Гудеріан, увійшов до складу танкової групи Евальда фон Кляйста. 
Саме корпус Гудеріана очолював наступ через Арденни та через річку Маас. Він же очолив атаку, яка зламала французькі лінії оборони в битві при Седані. Танковий корпус Гудеріана зіграв ключову роль у наступі німців, який завершився тим, що Британський експедиційний корпус і французькі сили потрапили в оточення в Дюнкерку. Британська контратака в Аррасі 21 травня сповільнила просування німців і дозволила британським силам встановити контроль над пунктами евакуації. Тут Гітлер наказав призупинити наступ. 26 травня було видано наказ про відновлення атаки, але на той час союзні війська вже встигли згуртуватися та чинили завзятий опір.  
Пізніше сили Гудеріана перекинули південніше. Їм було наказано просуватися до швейцарського кордону. Наступ розпочався на лінії Вейгана 9 червня і завершився 17 червня оточенням французьких військ на лінії Мажино.  
Саме в цій кампанії генерал Гудеріан активно випробовував свою тактику бліцкригу, не завжди узгоджуючи свої дії з командуванням. Просуваючи свої танки вперед, блокуючи комунікації, захоплюючи в полон штаби (наприклад, тиловий французький штаб, у якому вважали, що німецькі війська все ще не переправилися через річку Маас), він тим самим позбавляв французькі частини оперативного управління та командування.
Завдяки цьому у нього склалася репутація волелюбного та норовливого командира, який часто ігнорує прямі накази керівництва. У зв'язку з цим 16 травня 1940 року командувач танковою групою генерал-полковник Евальд фон Кляйст тимчасово усунув Гудеріана від командування 19-м корпусом, мотивуючи це непокорою останнього наказам безпосереднього командира. Проте невдовзі Гудеріан повернувся на фронт та знову очолив 19-й корпус.
За успішні дії у Французькій кампанії 19 липня 1940 року Гайнцові Гудеріану було присвоєно звання генерал-полковника, у якому він залишиться до самого завершення Другої світової війни. 
3 листопада 1940 року Гудеріан став командиром 2-ї танкової армії.

### Війна з Радянським Союзом

#### Початковий період
На початку операції «Барбаросса» 2-а танкова армія Гудеріана входила до складу групи армій «Центр». 

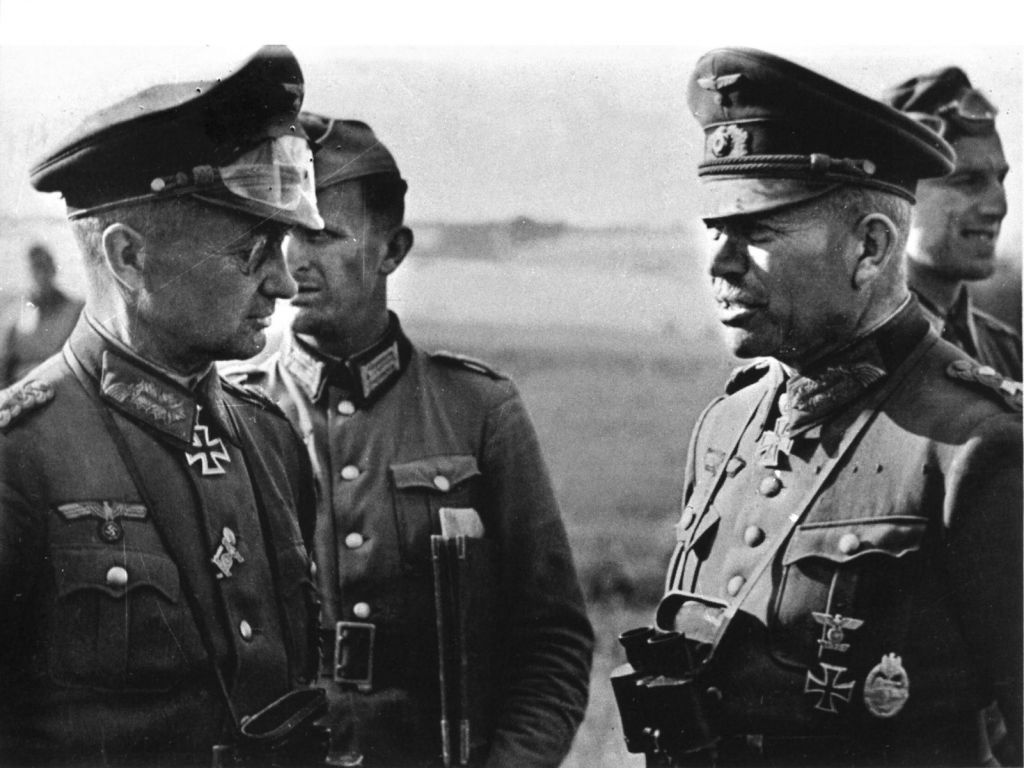
Гайнц Гудеріан (праворуч) та Вальтер Модель (ліворуч) на фронті

Сама ж війна для неї почалася битвою за Брест, де 2-а танкова армія обійшла місто з півночі та півдня. На перших етапах тактика бліцкригу давала доволі позитивні результати в боях проти Червоної армії. Прориваючи оборону радянських військ та оточуючи їх частини танковими клинами, німецькі війська стрімко просувалися вперед: вже 28 червня був узятий Мінськ, 28 липня — Смоленськ. 
17 липня 1941 року Гудеріан отримав за успіхи у боях із Червоною армією дубове листя до Лицарського хреста.
Однак, Гітлер вирішив змінити початковий план кампанії і, замість продовження наступу на Москву, наказав розвернути танки Гудеріана на південь — до Києва. Виконуючи наказ, війська Гудеріана 28 серпня почали рух на південь. Радянські війська Брянського фронту намагалися зупинити 2-ю танкову армію під час Рославль-Новозибківської операції, але Гудеріан зумів зупинити удар червоних і продовжив виконання основного завдання. 15 вересня частини 2-ї танкової армії з'єдналися на схід від Києва з 1-ю танковою армією групи армій «Південь» під командуванням фон Кляйста. В результаті у «Київському котлі» опинився весь Південно-Західний фронт РСЧА.
У той самий час через виведення танкових частин із московського напрямку темп наступу на Москву було втрачено, що, на думку Гудеріана, стало головною причиною майбутньої невдачі. Після поновлення наступу на Москву 2-а танкова армія діяла на південному фланзі, зайняла Орел та Мценськ. Однак Тулу Гудеріанові взяти не вдалося. До кінця листопада частини Гудеріана підійшли до Рязані, після чого були відкинуті назад радянським контрнаступом.
20 грудня 1941 року Гудеріан, прилетівши з фронту літаком у ставку фюрера, особисто повідомив Гітлеру про обстановку на фронті, вказуючи на необхідність відступу від межі, якою лінія фронту проходила ще восени, де були обладнані оборонні позиції. Однак Гітлер заборонив відступ. Повернувшись 21 грудня на фронт, Гудеріан дізнався, що німецькі війська вже почали відступ, який зупинити уже було неможливо. Невдовзі після цього через розбіжності з новопризначеним командувачем групою армій «Центр» генерал-фельдмаршалом фон Клюге і через відведення танків 2-ї армії всупереч наказу, що призвело до великих втрат, Гудеріан 26 грудня 1941 року був відсторонений Гітлером від командування 2-ю танковою армією і відправлений в резерв. 
16 січня 1942 року Гудеріан був призначений у відділ поповнення штабу 3-го армійського корпусу.

#### Головний інспектор танкових військ
20 лютого 1943 року Гудеріана було викликано у ставку фюрера у Вінниці. 28 лютого 1943 року його призначено на посаду головного інспектора бронетанкових військ. Генерал мав здійснювати нагляд за станом танкових військ, здійснювати їх інспектування та займатися відновленням боєздатності танкових частин. Він швидко встановив дружні стосунки з Альбертом Шпеєром, міністром озброєнь і військової промисловості, і спільними зусиллями вони збільшили об'єми виробництва танків. Багато змін було внесено до конструкції танків особисто Гудеріаном, який часто відвідував заводи, стрільбища та випробувальні полігони.
Гудеріан особисто здійснював інспектування німецьких частин перед початку операції «Цитадель» і вимагав її скасування, звертаючи увагу командування на те, що німецькі частини ще не готові до такої масштабної операції як та, що планувалася. 

#### Начальник Генерального штабу ОКГ
Після невдалого замаху на Гітлера у липні 1944 року Гудеріан став начальником Генерального штабу сухопутних військ.  
На посаді начальника Генерального штабу ОКГ Гудеріан зіткнувся з проблемою організації ефективного функціонування штабу, на що вплинули масові арешти співробітників та їхніх сімей. Через це Гудеріану довелося екстрено заміщати вакантні місця. Проте таке екстрене заміщення створило нові проблеми: багато представників персоналу були новачками у відповідній сфері або не мали досвіду роботу на такому високому рівні, їм бракувало професійних навичок та знань (в окремих аспектах навіть самому Гудеріану). Гайнц багато в чому покладався на Йоганна фон Кільмансегга, який був одним із найдосвідченіших офіцерів у складі штабу сухопутних військ.  

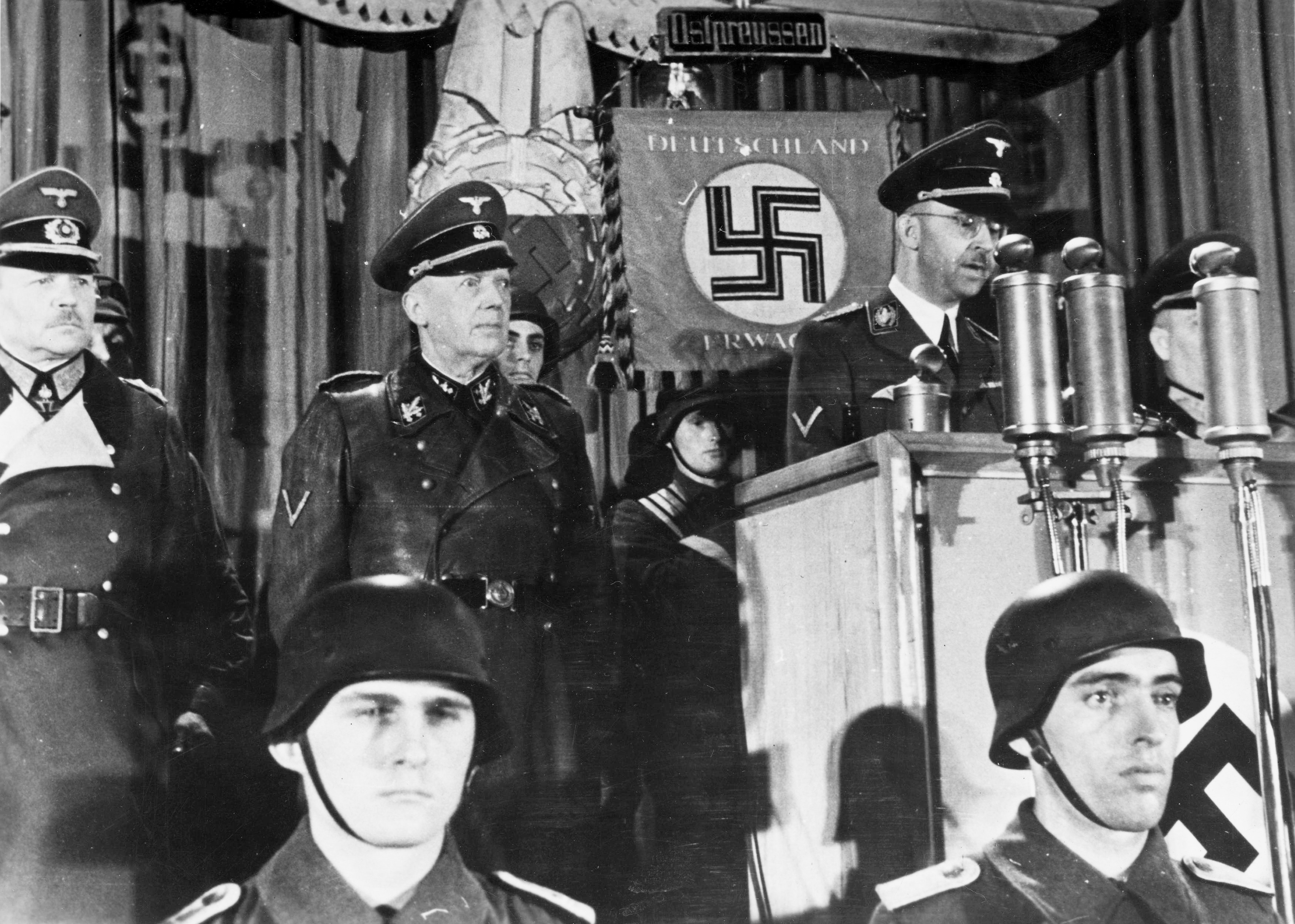
Гайнц Гудеріан (ліворуч), Ганс Ламмерс (у центрі) та Генріх Гіммлер (праворуч) на мітингу Фольксштурму

А останні місяці 1944 року загострилися суперечки між ОКВ та ОКГ, оскільки обидві структури не могли поділити між собою ресурси.  
Гудеріан активно сприяв нацифікації свого штабу, видавши 29 липня наказ, у якому вимагав вступу кожного працівника штабу до НСДАП, зробив обов'язковим нацистське привітання в усіх військових структурах. Загалом Гайнц активно підтримував політизацію армії. Будучи начальником штабу OKГ, Гудеріан не намагався запобігти виконанню злочинних наказів Гітлера та Гіммлера, не звертав уваги на звірства проти мирного населення. На мітингу Фольксштурму у листопаді 1944 року Гудеріан виголосив: «95 мільйонів націонал-соціалістів стоять за Адольфом Гітлером». Гудеріан підтримував тісні особисті стосунки з найвпливовішими людьми режиму. Він мав особисту вечерю з Гіммлером на Різдво 1944 року. 6 березня 1945 року, незадовго до кінця війни, Гудеріан взяв участь у пропагандистській передачі, яка заперечувала Голокост. Сам генерал, як не парадоксально, заперечував, що підтримує ідеологію нацизму.  
28 березня після невдалої операції з повернення міста Кюстрін (нині Костшин-над-Одрою в Польщі) між Гудеріаном та Гітлером виникла чергова суперечка, пов'язана з постійним втручанням фюрера в управління бойовими частинами. Тоді ж, 28 березня 1945 року, Гудеріана було знято з посади та відправлено у відпустку. Його місце зайняв Ганс Кребс. 

## Після війни
Гудеріан був взятий в полон американськими військами 10 травня 1945 року в Тіролі. Він був зісланий в Нюрнберг, але виступав на трибуналі лише як свідок. Радянська сторона хотіла висунути йому звинувачення у військових злочинах, але союзники з цим не погодились. В 1946 році Гудеріан був ув'язнений у тюрмі в Аллендорфі[уточнити], а потім в Нейштадті. В червні 1948 року його було звільнено.
Написав книги «Увага, танки» (1937), «Танки, вперед», «Спогади солдата» (1950).

## Сім'я
1 жовтня 1913 року одружився з Маргаритою Крістіною Герне. В пари народились 2 сини:
- Гайнц-Гюнтер Гудеріан — оберстлейтенант Генштабу вермахту, кавалер Лицарського хреста Залізного хреста. Після війни — генерал-майор бундесверу.
- Курт Бернгард Гудеріан — гауптман вермахту. Після війни став торговцем.

## Нагороди
Військова кар'єра
- 28 лютого 1907 — фенріх
- 27 січня 1908 — лейтенант
- 8 листопада 1914 — обер-лейтенант
- 18 грудня 1915 — гауптман
- 1 лютого 1927 — майор
- 1 лютого 1931 — оберст-лейтенант
- 1 жовтня 1933 — оберст
- 1 серпня 1936 — генерал-майор
- 10 лютого 1938 — генерал-лейтенант
- 23 листопада 1938 — генерал танкових військ
- 19 липня 1940 — генерал-полковник

### Перша світова війна
- Залізний хрест 2-го класу (17 вересня 1914)
- Лицарський хрест ордена Фрідріха 2-го класу з мечами (Вюртемберзьке королівство) (15 грудня 1915)
- Залізний хрест 1-го класу (8 листопада 1916)

### Міжвоєнний період
- Почесний хрест ветерана війни з мечами (1934)
- Командорський хрест ордена дому Саксен-Ернестіне 2-го класу з мечами (1 липня 1935)
- Медаль «За вислугу років у Вермахті» 4-го, 3-го, 2-го і 1-го класу (25 років)
- Угорська пам'ятна медаль для ветеранів війни з мечами (14 січня 1937)
- Пам'ятна військова медаль з мечами (Австрія) (9 березня 1937)
- Медаль «У пам'ять 13 березня 1938 року»
- Медаль «У пам'ять 1 жовтня 1938» із застібкою з зображенням Празького граду

### Друга світова війна
- Застібка до Залізного хреста 2-го класу (5 вересня 1939)
- Застібка до Залізного хреста 1-го класу (13 вересня 1939)
- Орден Святого Савви 1-го класу (Королівство Югославія) (21 листопада 1939)
- Нагрудний знак «За танкову атаку» в сріблі
- Лицарський хрест Залізного хреста з дубовим листям
  - Хрест (27 жовтня 1939)
  - Дубове листя (№ 24; 17 липня 1941)
- 5 разів відзначений у Вермахтберіхт (6 серпня 1941; 7 серпня 1941; 21 вересня 1941; 18 жовтня 1941; 19 жовтня 1941)

## Галерея

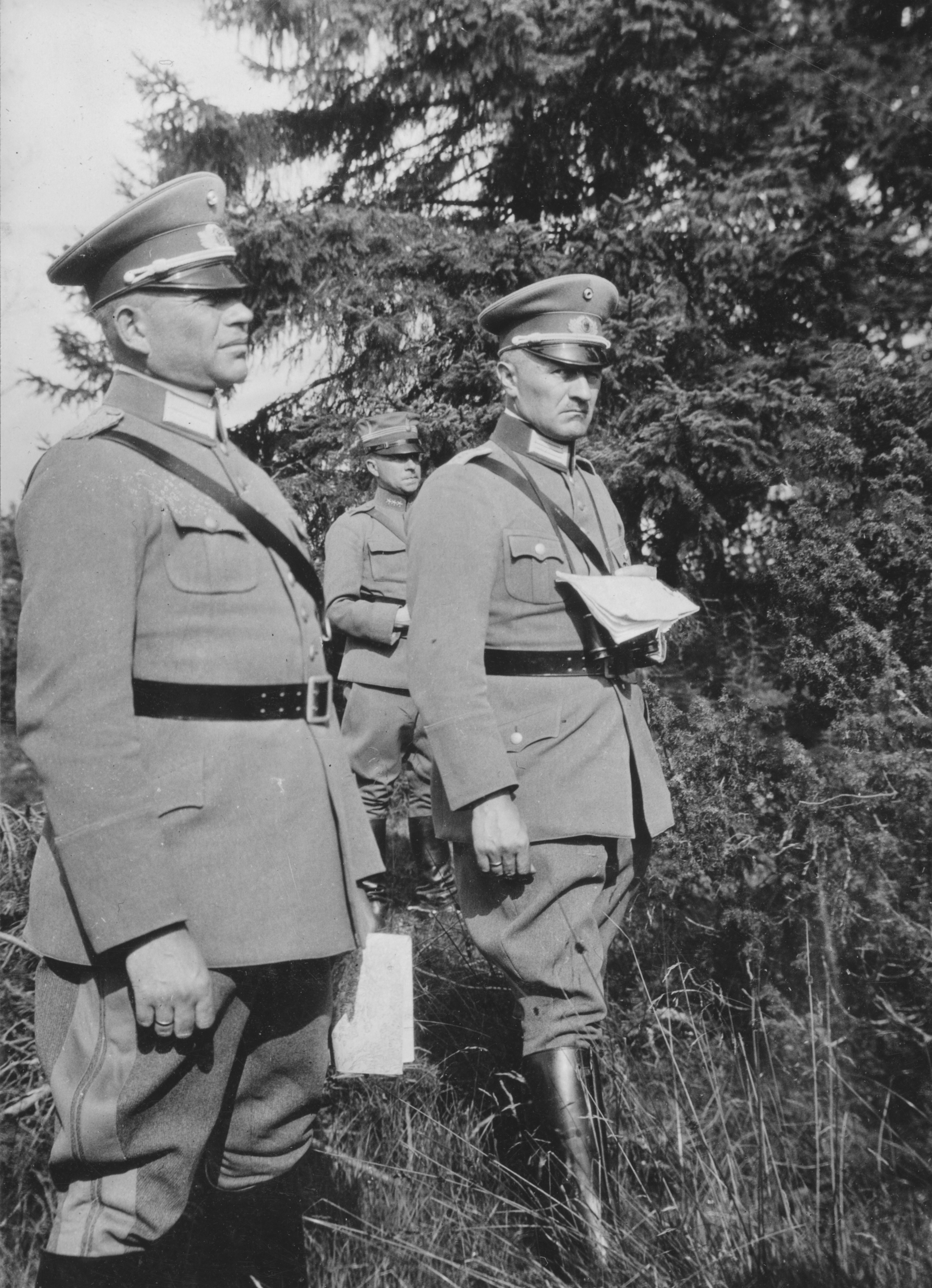
Майор Гудеріан (ліворуч) в Швеції (1929).
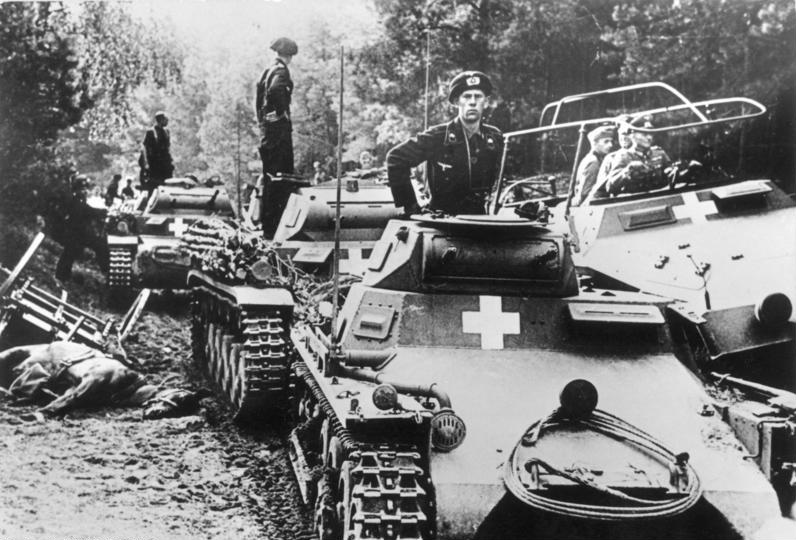
Гудеріан (праворуч) у бронетранспортері під час Польської кампанії (вересень 1939)
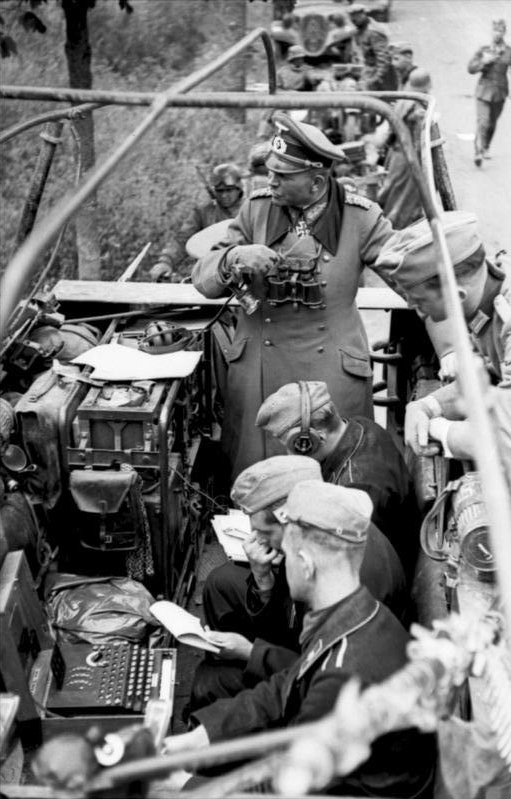
Гудеріан в БТР Sd.Kfz 251, який служив йому мобільним командним пунктом під час Французької кампанії (1940)
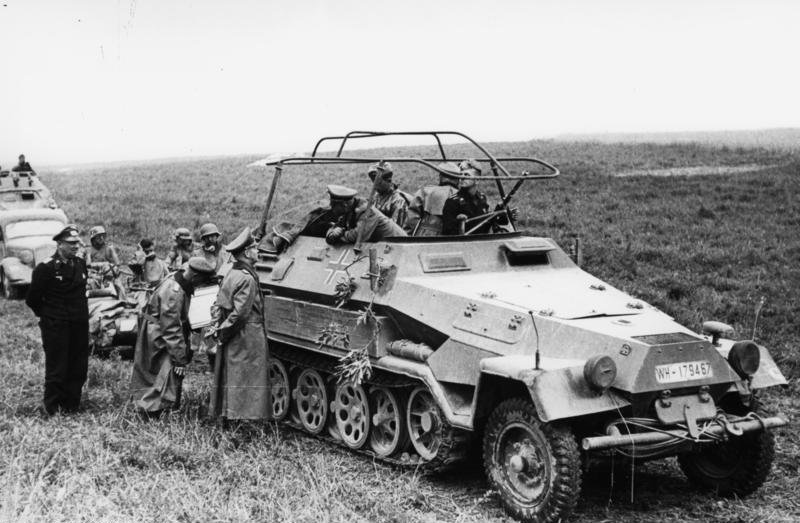
Гудеріан у БТР під час Французької кампанії (1940)
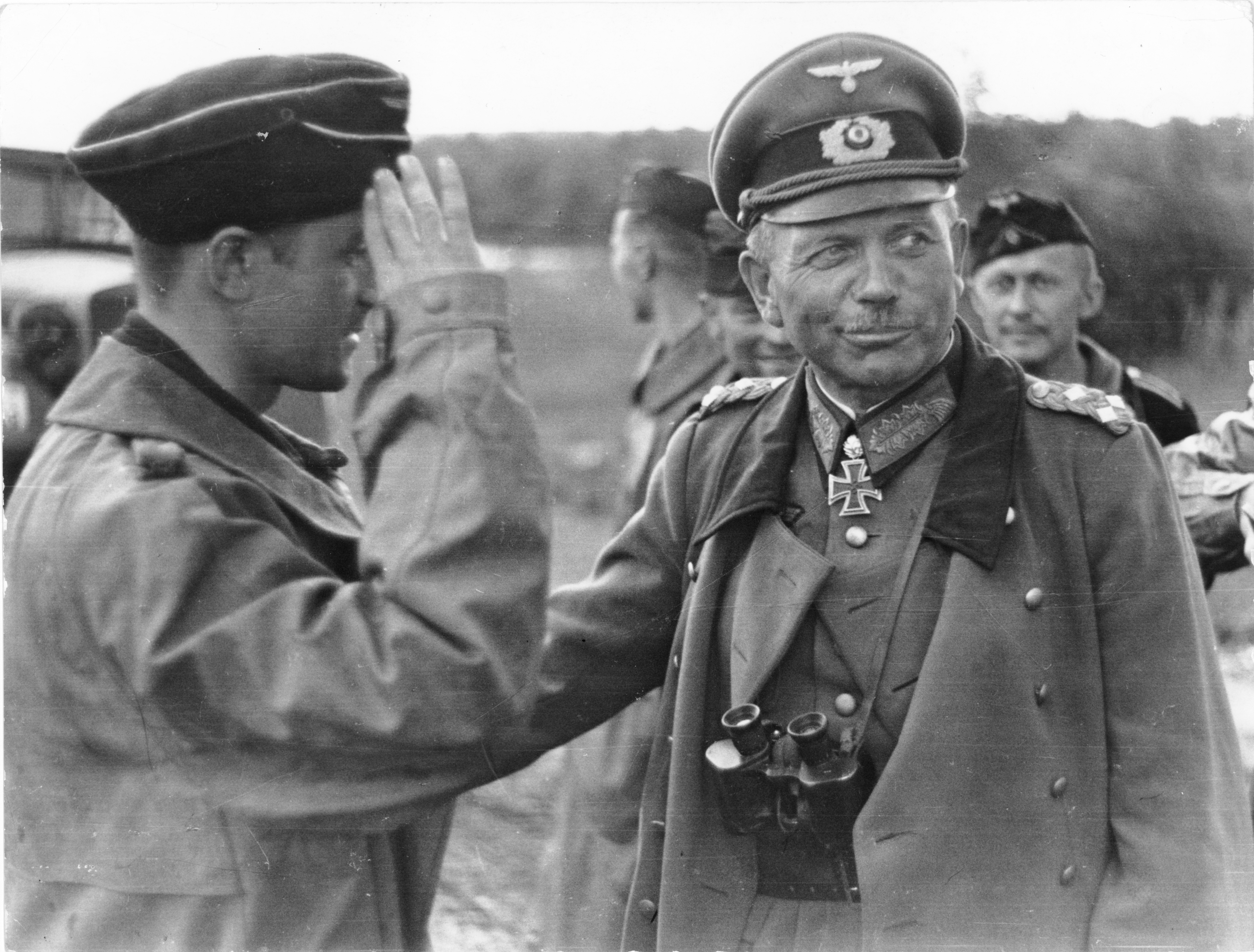
Гудеріан на Східному фронті (липень 1941).
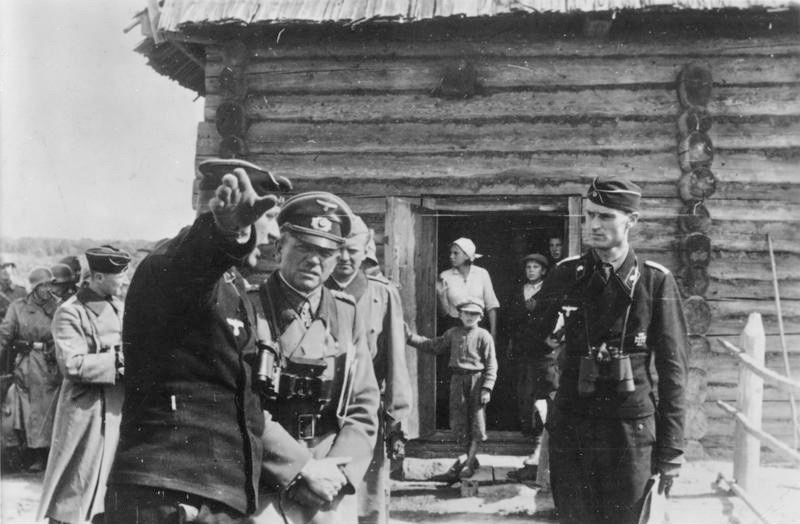
Гудеріан інспектує танковий полк (серпень 1941).
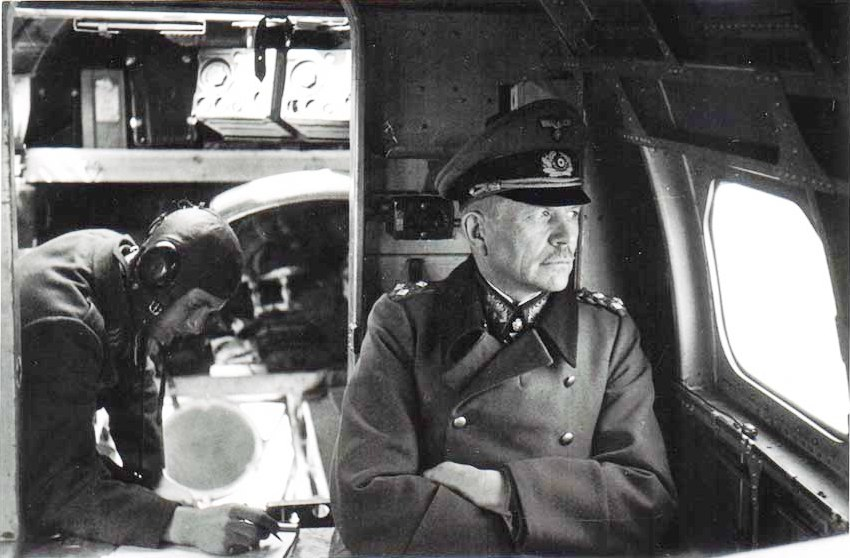
Гудеріан під час інспектування Східного фронту (1943)
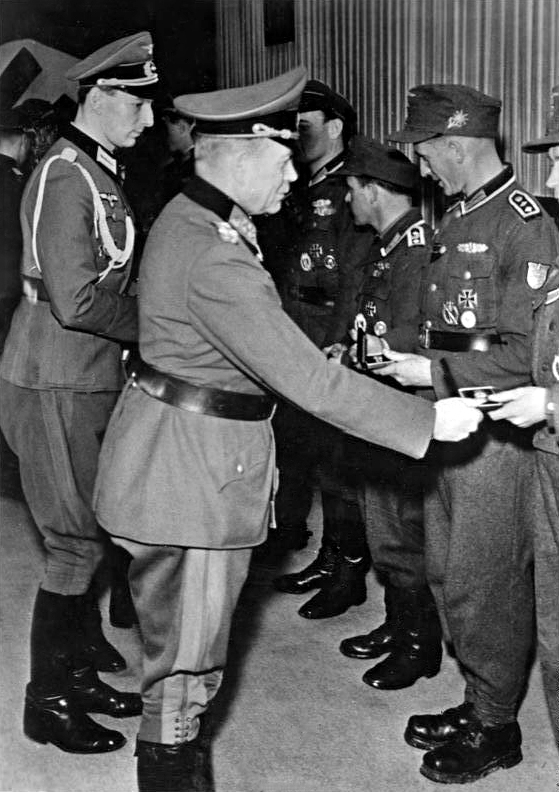
Гудеріан вручає нагрудний знак ближнього бою в золоті (березень 1945).
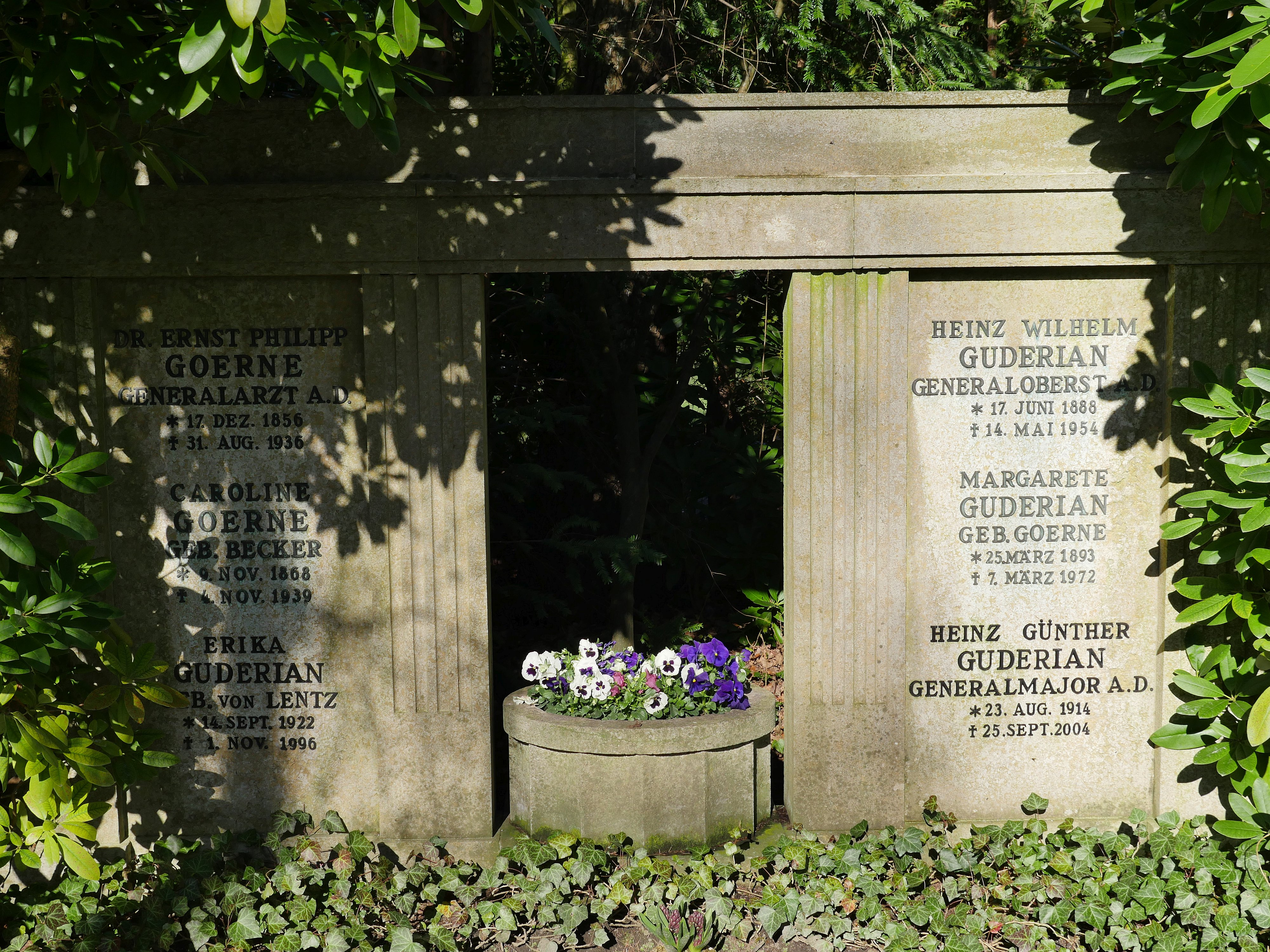
Могила Гудеріана